# Paul Zamecnik

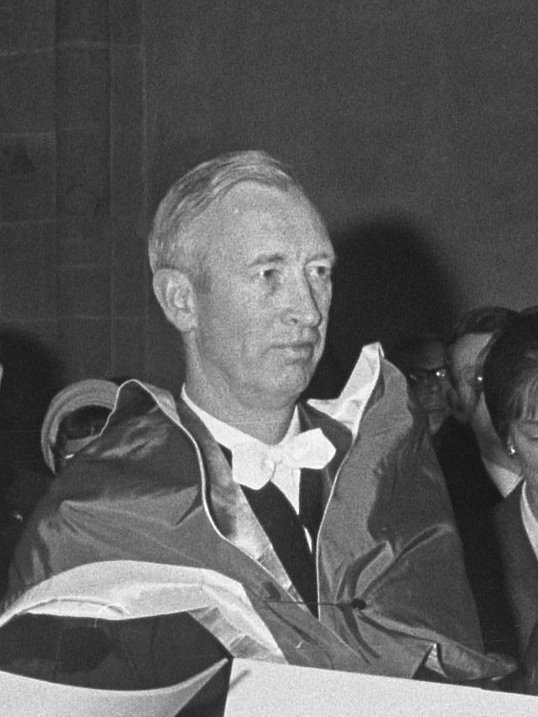
Zamecnik (Utrecht, 1966)

Paul Charles Zamecnik (* 22. November 1912 in Cleveland, Ohio; † 27. Oktober 2009 in Boston, Massachusetts) war ein US-amerikanischer Biochemiker und Molekularbiologe.

## Leben und Wirken
Zamecnik erwarb 1933 am Dartmouth College einen Bachelor in Chemie und Zoologie und 1936 an der Harvard Medical School einen M.D. als Abschluss des Medizinstudiums. Als Assistenzarzt arbeitete er in Pasadena, Cleveland und Boston. Als Postdoktorand arbeitete Zamecnik am Carlsberg-Forschungszentrum in Kopenhagen und am Rockefeller Institute in New York City, bevor er ab 1942 an der Harvard Medical School eine Lehrtätigkeit übernahm.
Paul Zamecnik entwickelte 1953 ein zellfreies System zur Proteinsynthese, deren Stoffwechselwege mit 14C-markierten Aminosäuren erforscht werden konnten. Hiermit wurde der Weg zur Entdeckung frei, dass Proteine anhand eines Bauplans in der DNA synthetisiert werden. Zamecnik konnte außerdem zeigen, dass die Proteinsynthese Adenosintriphosphat (ATP) verbraucht und keine Umkehrreaktion zur Proteolyse ist. Zwischen 1956 und 1979 hatte Zamecnik eine Professur an der Harvard Medical School inne und war Arzt am Massachusetts General Hospital in Boston. 1956 identifizierte Zamecnik mit Mahlon Hoagland und Mary Stephenson erstmals tRNA (transfer-RNA), die die Auswahl der nächsten richtigen Aminosäure anhand des genetischen Codes steuern. Außerdem konnte er zeigen, dass der Prozess der Proteinsynthese an den Ribosomen abläuft.
Er entwickelte die Idee, mittels Antisense-Oligonukleotiden die Aktivität bestimmter Gene – zum Beispiel von Tumoren oder Viren – und damit die Synthese pathogener Proteine zu blockieren, 1978 veröffentlichte er die Methode. 1979 wechselte Zamecnik – mit dem Erreichen der Altersgrenze an der Harvard University – an die Worcester Foundation for Biomedical Research, wo erfolgreiche Anwendungen der Antisense-Methode realisiert wurden, u. a. gegen das Humane Immundefizienz-Virus (HIV). 1990 gründete Zamecnik das Biotechnologie-Unternehmen Hybridon. 1997 verschmolz die Worchester Foundation mit der University of Massachusetts Medical School und Zamecniks Labor zog an das Massachusetts General Hospital in Boston, wo er bis wenige Wochen vor seinem Tod wissenschaftlich tätig war.
Zamecnik war verheiratet und hatte drei Kinder.

## Auszeichnungen (Auswahl)
- 1954 Mitglied der American Academy of Arts and Sciences[1]
- 1964–1965 Präsident der American Association for Cancer Research
- 1966 Ehrendoktorat der Universität Utrecht[2]
- 1968 Mitglied der National Academy of Sciences
- 1970 Passano Award[3]
- 1991 National Medal of Science[4]
- 1996 Albert Lasker Special Achievement Award[5]
- 2006 Mitglied der American Philosophical Society[6]